# Polstonia quadriplana
Polstonia quadriplana är en stekelart som beskrevs av Heydon 1988. Polstonia quadriplana ingår i släktet Polstonia och familjen puppglanssteklar. Inga underarter finns listade i Catalogue of Life.